# 揚克斯公共圖書館
揚克斯公共圖書館（英語：Yonkers Public Library）是位於美国纽约州西徹斯特郡揚克斯的公共图书馆系統，由三所圖書館組成。

## 分館
其總館“揚克斯濱河圖書館”（Yonkers Riverfront Library）位於前奧的斯電梯公司大樓之一，對面為大都會北方鐵路揚克斯站；該處可眺望哈德遜河及帕利塞茲的景色。新館於2002年啓用，總樓面面積200,000平方英尺（19,000平方），樓高四層。圖書館也設有格林頓·I·威爾（Grinton I. Will）分館及克雷斯特伍德分館。

## 歷史
揚克斯公共圖書館原由教育委員會（Board of Education）管理，並在1893年起由公共圖書館委員會（Public Library Board）接手管理。後來，安德鲁·卡内基在1901年3月捐款5萬美元以供興建圖書館的永久館址，而其條件為市政當局須為圖書館選擇一個適合的館址，以及圖書館每年須有至少5000美元的經費以供營運。圖書館館址最後定於華盛頓公園（Washington Park）的西南角落。在當時的新館址落成前，其1.7萬本刊物暫時安置於華盛頓公園内的尼斯比特樓（Nisbet House）内。當時的圖書館建築由居於當地的埃德溫·A·奎克及其兒子設計，並由當地的林奇和拉金公司（Lynch and Larkin）負責興建。1904年7月9日，時稱“卡內基圖書館”的圖書館在南百老匯街（South Broadway）及訥琶漢臺（Nepperhan Terrace）交界的館址對外開放。一家機械製造公司的執行官歐文·桑德斯（Ervin Saunders）在1909年去世前向圖書館遺贈了5萬美元，供其購買非小說類書籍，而這筆資金也成為了對圖書館營運的支持。
克雷斯特伍德圖書館原位於揚克斯P.S. 15學校内的一個房間，在克雷斯特伍德圖書館協會的資助下，於1923年7月8日啓用，當時館藏1100本書籍。該圖書館於1923年5月5日向紐約州政府註冊。後來，由於P.S. 15學校需要該圖書館的原館址為新課室，圖書館面臨搬遷。該圖書館的新館址定於揚克斯湯遜街（Thompson Street），而新館於1925年12月22日動工建造，並於1926年10月16日完工；該圖書館自此有永久館址。圖書館啓用後接受市政當局的領導，並於1928年10月18日正式加入揚克斯公共圖書館，成為其分館。

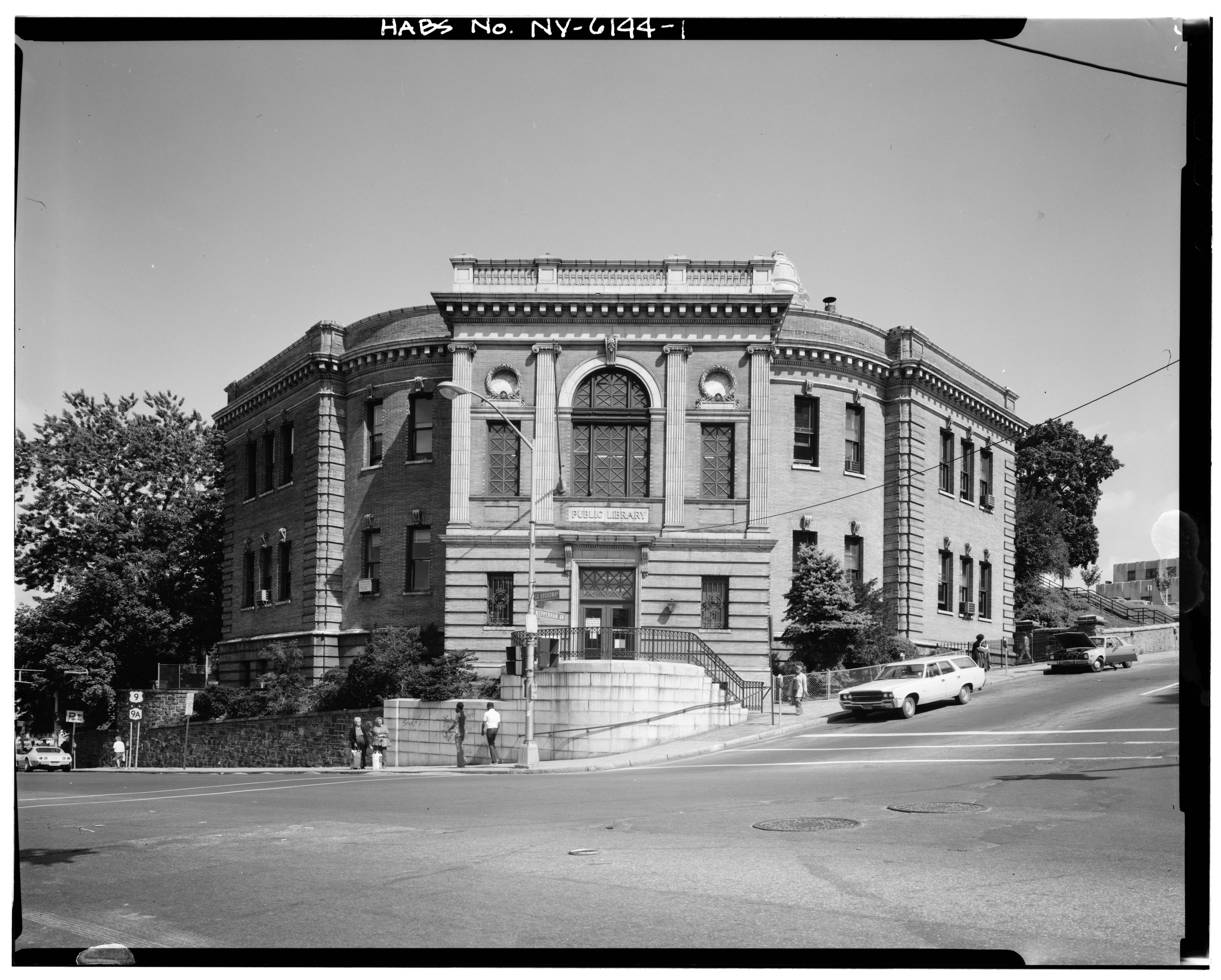
已拆卸的卡内基圖書館
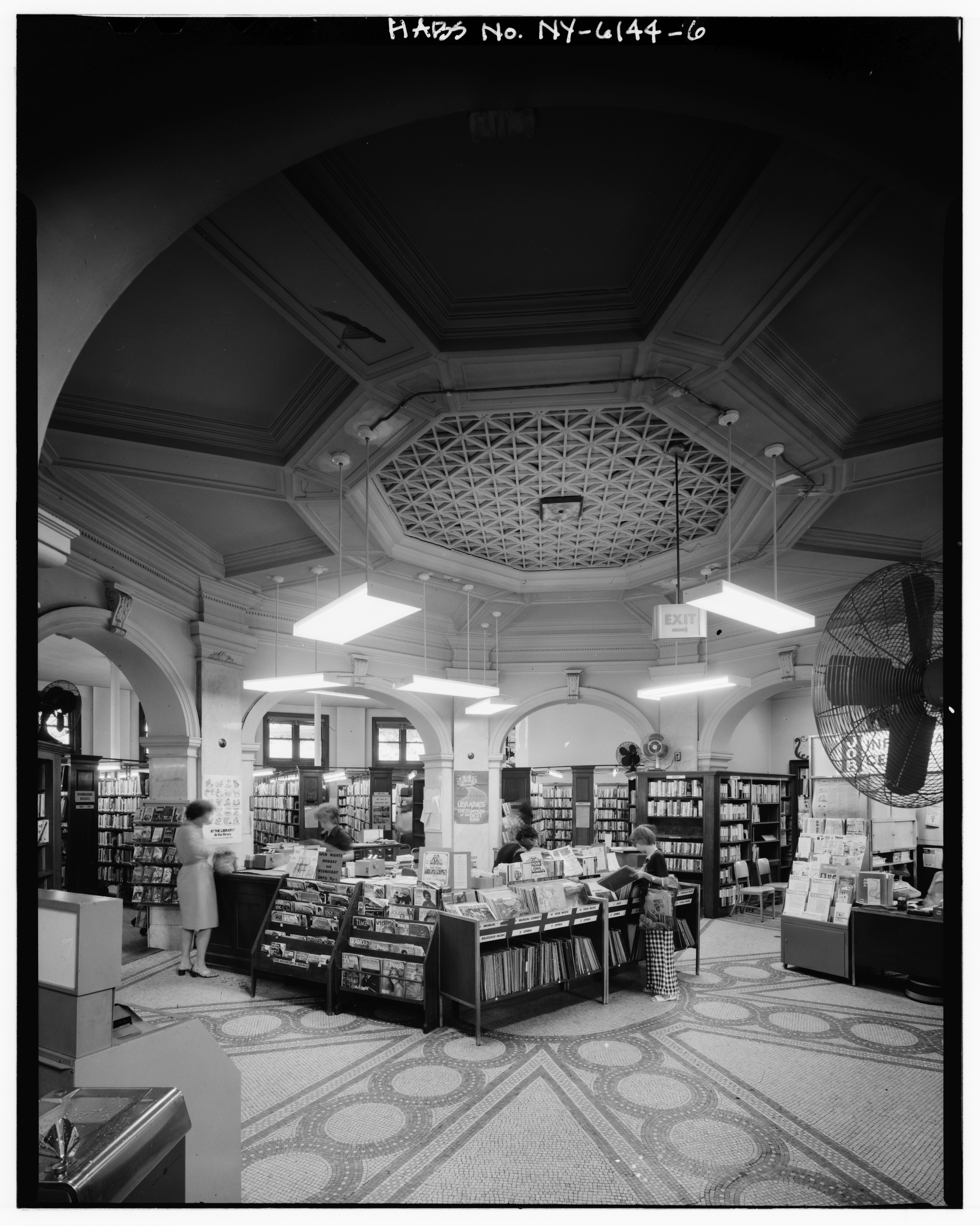
卡内基圖書館一樓

## 服務
圖書館是服務西徹斯特郡居民、由38所圖書館組成的西徹斯特郡圖書館系統的成員之一。圖書館每年的經費超過900萬美元，有105名員工，館藏接近70萬本刊物（其中超過42萬本為書籍）。圖書館館長是愛德華·F·法爾康尼（Edward M. Falcone），而圖書館董事會主席則是安妮婭塔·古斯曼-桑塔納（Anietra Guzmán-Santana）。
欲借閲圖書館刊物者須取得圖書證，憑圖書證可借閲一般圖書三星期、新書兩星期、雜誌一星期。除刊物及多媒體借閲服務外，圖書館也提供電腦、影印、互聯網、打字機、自修室、家課輔導服務（只限一至七年級學生）等服務。

## 外部連結
- 圖書館網站 （页面存档备份，存于）